# Governació de Xixona
La Governació de Xixona va ser un ens administratiu del País Valencià, durant la primera meitat del segle xviii.
Durant la Guerra de Successió, la vila de Xixona es va mostrar partidària de Felip V d'Espanya. Atacants i assetjats pels austriacistes, es veuen obligats a rendir la població i el castell a l'octubre de 1706. Però, mig miler de persones es van refugiar en els camps, tot reconquerint la plaça amb ajuda de gent de Villena. Amb aquesta acció, el 1708 Felip V els concedeix diversos privilegis a l'ara ciutat de Xixona, entre ells, la creació d'una Governació separada de la d'Alacant.
A partir de 1708, Xixona esdevé capital de la seua governació, que abastava les viles i ciutats de Castalla, Biar, Tibi, Onil, Elx i Ibi, i els llocs de la Torre de les Maçanes, Beneixama i Salines. La Governació de Xixona va funcionar fins a la instauració de la divisió provincial espanyola de 1833.